# CD83

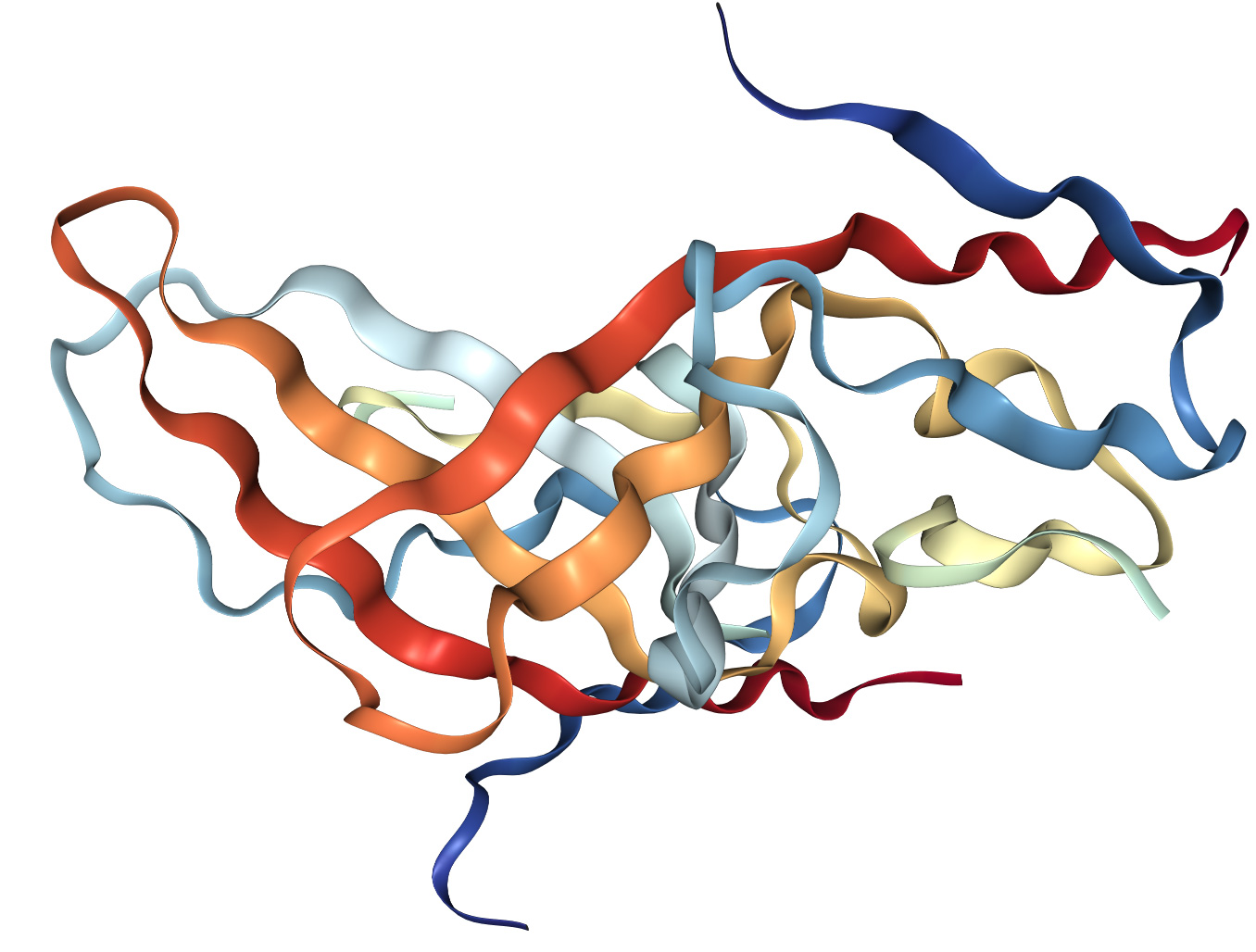
Extracellulární doména CD83

CD83 je protein kódovaný genem CD83

## Struktura
CD83 existuje ve dvou formách, a to jako membránově vázaný receptor tak i rozpustný protein postrádající transmembránovou a cytoplasmatickou signální doménu. Extracelulární doména je tvořena V-type imunoglobulinovými doménami. V membráně je CD83 schopen tvořit trimery a v rozpustné formě až dodekamery.

## Gen
Gen pro CD83 se nachází u člověka na chromosomu 6p23 a u myši na 13. chromosomu. Promotorová sekvence nacházející se 261 bp upstream obsahuje pět vazebných míst pro transkripční faktor NFκB a tři vazebná místa pro interferon regulační faktor IRF, což v obou případech poukazuje na důležitost CD83 během imunitních reakcí a zánětu. V druhé intronické části 185 bp downstream se nachází také enhancer s vazebným místem pro AhR (aryl hydrocarbon receptor) negativně regulující CD83 transkripci. To může poukazovat na schopnost střevní mikroflóry ovlivňovat expresi CD83.

## Funkce
Hlavní funkcí membránově vázaného CD83 je stabilizace kostimulačních molekul a MHC II. v membráně antigen prezentujících buněk díky antagonistické aktivitě cytoplasmatické domény k MARCH E3 ubiquitin ligázám, čímž chrání MHC II. a kostimulační molekuly před degradací a reguluje tak jejich vystavení na membráně.

### Ligandy
Není jasné, jaké ligandy interagují s CD83 kromě rozpustné formy CD83, která se homotypicky váže na membránově vázané CD83 což poukazuje na autokrinní signalizaci, kdy buňky exprimují receptor a zároveň jeho ligand. Toto tvrzení je však v rozporu s produkcí rozpustného CD83 u monocytů a membránově vázaného CD83 u dendritických buněk, jejichž aktivace koreluje s expresí CD83 a může tak také být dobrým markerem aktivovaných dendritických buněk. Rozpustné CD83 se váže také na CD154 stimulujíc tak Th2 lymfocyty k apoptóze díky umlčení inhibitorů proapoptotického BCL.

### Pozitivní selekce
CD83 na korových epiteliálních buňkách (cTEC) v brzlíku zodpovědných za pozitivní selekci thymocytů může ovlivnít vývoj SP (single positive) thymocytů ve prospěch CD4+ thymocytů rozpoznávajících MHC II.

### T regulační buňky

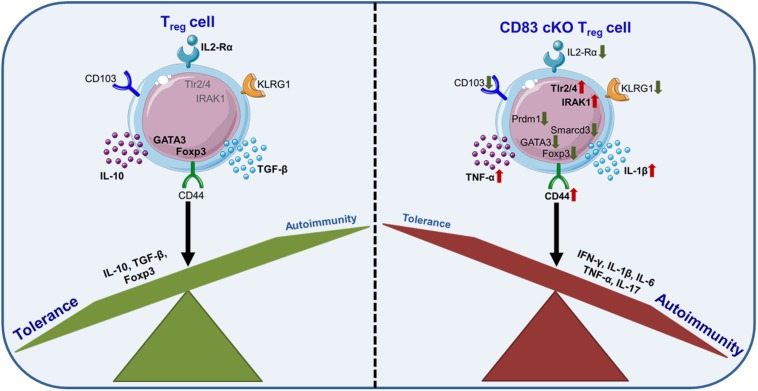
Role CD83 v ustanovení tolerance

T regulační lymfocyty charakterizované expresí transkripčního faktoru FOXP3 navozujícího jejich regulační fenotyp se vyskytují ve dvou formách jako v brzlíku indukované během ustanovení centrální tolerance a periferně indukované. Exprese FOXP3 není ovlivněna u CD83 KO myši. Avšak v případě periferně indukovaných dochází u CD83 deficientní myši k výrazné redukci jejich populace a rozvoji prozánětlivého fenotypu, což dokazuje důležitost CD83 v ustanovení periferní tolerance.
CD83 deficience také ukazuje poruchy v efektorových aktivitách Tregs jako je snížená exprese Th2 polarizujícího transkripčního faktoru GATA3 důležitého také pro produkci ST2.
Aktivované T regulační lymfocyty také masivně produkují rozpustné CD83 negativně regulující expresi IRAK-1 což vede k utlumení TLR signalizace během zánětu.

### Dendritické buňky
Jak již bylo řečeno, CD83 stabilizuje MHC II. na membráně díky protichůdné aktivitě k MARCH E3 ubiquitin ligázám. MARCH1 KO myš vykazuje hromadění MHC II. na membráně, což vede k potlačení stimulace CD4+ T lymfocytů a ke zvýšené produkci IL-12. Na druhou stranu CD83 KO myš vykazuje lepší odpověď k bakteriálním infekcím a taktéž zvýšenou produkci IL-12 oproti WT myši. CD 83 se tak zdá být důležitým regulátorem fenotypu dendritických buněk a MHC II. obratu na membránách, který pravděpodobně také souvisí s CD83 závislém zpracování endosomálních drah.

### B lymfocyty
Exprese CD83 koreluje s úrovní aktivace B lymfocytů a je pod kontrolou BCR, CD40 a TLR signalizace podobně jako u jiných lymfocytů, kde je CD83 produkován po jejich stimulaci. Podobně jakou u jiných buněk CD83 slouží i zde jako brzdný regulační mechanismus při rychlé proliferaci.
CD83 neovlivňuje afinní maturaci protilátek, ale jeho deficience podporuje IgE izotypový přesmyk, což může poukazovat na důležitost CD83 v potlačení rozvoje alergií a může tak být novým terapeutickým cílem v jejich léčbě.